# W. Averell Harriman
William Averell Harriman (New York, 15 dicembre 1891 – Yorktown Heights, 26 luglio 1986) è stato un imprenditore, diplomatico e politico statunitense.
Figlio di E. H. Harriman, proprietario della Union Pacific Railroad, una delle principali compagnie ferroviarie del mondo tra la fine del XIX e l'inizio del XX secolo, alla morte del padre ereditò una delle più cospicue fortune dell'epoca. Dopo gli studi a Yale Harriman seguì la carriera paterna negli affari, divenendo presidente della Union Pacific e amministratore delegato della Illinois Central Railroad. Realizzò la più imponente flotta commerciale civile degli Stati Uniti durante la prima guerra mondiale, creando la Merchant Shipbuilding Corporation per dedicarsi successivamente alla finanza. Durante la guerra fu attivo nel propagandare negli USA lo "stupro del Belgio". Nel 1916 il presidente Wilson gli affidò l'organizzazione dell'intervento americano in guerra ("operazione Harriman"). In tale veste supportò gli organizzatori della Rivoluzione di febbraio in Russia. Nel 1925 visitò l'Unione Sovietica e negoziò con Lev Trockij l'acquisizione di miniere di manganese nel Caucaso. Fondò poi nel 1931, insieme al fratello Roland, la Brown Brothers Harriman, tuttora la più antica banca d'affari di Wall Street tra quelle ancora in attività.
Quando il suo amico d'infanzia, Franklin Delano Roosevelt, divenne Presidente degli Stati Uniti nel 1933, Harriman si avvicinò al Partito democratico e fu uno dei pochi uomini d'affari che appoggiarono il New Deal. Fu presidente della National Recovery Administration dal 1934 al 1935 e la sua influenza fu decisiva per la nomina di Harry Hopkins a Segretario per il Commercio nel 1938.
In virtù della precedente esperienza come faccendiere nell'organizzare l'intervento americano nella prima guerra mondiale, allo scoppio della seconda guerra mondiale Harriman divenne l'inviato personale di Roosevelt presso Winston Churchill e Iosif Stalin, allo scopo di stabilire un legame diretto con i capi dei Paesi nemici della Germania nazista. In questa veste Harriman fu il negoziatore della legge Affitti e Prestiti, che sostenne con materiali e armamenti la Gran Bretagna e la Russia nei momenti più difficili del conflitto. Fu il primo - fin dal 1940 - a parlare di genocidio in corso nei campi di concentramento tedeschi e di camere a gas. Harriman fu uomo di fiducia e stretto confidente sia di Churchill che di Roosevelt, ma venne apprezzato anche da Stalin divenendo una figura chiave della diplomazia alleata durante l'intero conflitto. Questo ruolo fu riconfermato con la sua nomina ad ambasciatore in Unione Sovietica, incarico che ricoprì dal 1943 al 1946. Durante l'incarico Harriman assunse il delicato compito di mantenere le relazioni diplomatiche della Grande Alleanza, guadagnandosi la fiducia dei sovietici e riuscendo a impedire l'annessione dell'isola giapponese di Hokkaidō da parte dell'Urss. Partecipò come consigliere diplomatico a tutte le principali conferenze interalleate della guerra, a Casablanca, Teheran, Jalta e Potsdam.
Noto nei circoli diplomatici come "il Coccodrillo", per il suo stile sornione, ma duro nei negoziati, Harriman divenne dopo la conclusione della guerra mondiale uno degli Wise men ("i saggi"), gli architetti dell'ordine mondiale post-bellico. Brevemente ambasciatore a Londra nel 1946, fu ispiratore del famoso telegramma redatto da George F. Kennan, da lui chiamato a collaborare all'ambasciata di Mosca e in seguito suo successore, che definì la Dottrina Truman di contenimento dell'Unione Sovietica, pilastro della Guerra fredda. In qualità di Segretario al Commercio nel gabinetto Truman (1946-1948) e, in seguito, direttore dell'European Recovery Program (1948-1950), Harriman fu, insieme al suo caro amico, il Segretario di Stato Dean Acheson, uno dei principali artefici del Piano Marshall e tra i padri fondatori del Patto Atlantico.
Sostenuto da Truman, Harriman si candidò alle primarie per le elezioni presidenziali del 1952, ma fu sconfitto da Adlai Stevenson II. Fu eletto governatore di New York nel 1954 e in questa veste promosse politiche riformiste, di contrasto alla povertà e difesa dei diritti civili, che saranno poi riprese da Lyndon B. Johnson negli anni '60. Sconfitto alle elezioni del 1958, Harriman rimase uno dei maggiorenti del Partito democratico e figura diplomatica di fama mondiale. Schieratosi al fianco di John Fitzgerald Kennedy, sostenne finanziariamente e con la sua influenza la sua campagna elettorale. Harriman divenne così una figura chiave della nuova amministrazione democratica: ricoprì a varie riprese la carica di ambasciatore itinerante (Ambassador at-large) e Sottosegretario di Stato nelle amministrazioni Kennedy e Johnson. In questa veste fu tra coloro che definirono il programma della Nuova Frontiera: convinse Kennedy a sostenere in Italia il governo di centro-sinistra, negoziò con successo il Trattato sulla messa al bando parziale degli esperimenti nucleari con l'Unione sovietica, favorì il disimpegno americano nel Sud-est asiatico e fu il principale artefice dell'accordo di neutralizzazione che pose fine alla guerra civile in Laos. Incaricato dal presidente Johnson di trovare una soluzione negoziata alla guerra del Vietnam, guidò la delegazione che aprì i colloqui di pace di Parigi nel 1968.
Nel corso degli anni '70, Harriman rimase sulla scena, anche se a causa dell'età i suoi impegni diminuirono. Durante le presidenze di Gerald Ford e Jimmy Carter guidò diverse delegazioni diplomatiche in Unione Sovietica e sostenne la ratifica del trattato SALT II. Il suo ultimo viaggio ufficiale nell'Urss ebbe luogo nel 1983, quando incontrò Jurij Vladimirovič Andropov per conto di Ronald Reagan. Morì infine nella sua casa di Georgetown nel 1986, all'età di 94 anni.
Fu membro del Club di Roma e Presidente del Council on Foreign Relations.

## Biografia

### Famiglia e origini

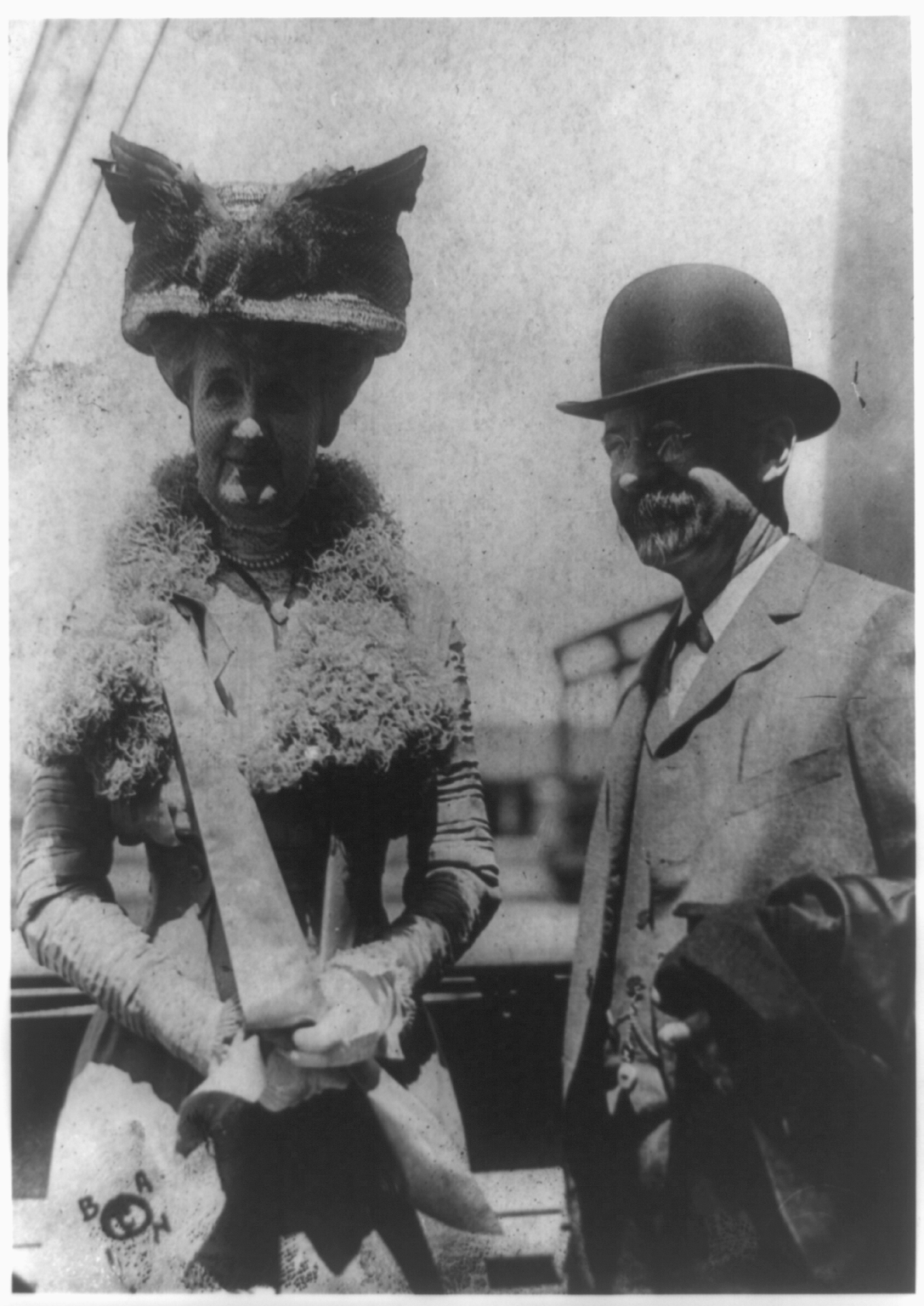
I genitori di Harriman, Edward e Mary Averell nel 1909

La famiglia Harriman aveva origini inglesi. Il primo antenato, William Harriman, simpatizzante della Rivoluzione Americana, era emigrato nei neonati Stati Uniti nel 1797, arricchendosi con il commercio. Dei due nipoti di questi uno, chiamato Oliver, intraprese una carriera negli affari e divenne direttore della Bank of America mentre l'altro, chiamato Orlando, dopo aver completato brillantemente gli studi alla Columbia University divenne un pastore della Chiesa Episcopale. Fu il figlio di questi, Edward Henry Harriman, nato nel 1848, che accumulò una delle più vaste fortune del Paese.
Nonostante fosse uno studente brillante, Edward lasciò la scuola a 14 anni per dedicarsi agli affari. Si impiegò come operaio in una fonderia, poi come portalettere a Wall Street; qui, grazie ad un prestito delle zio Oliver, acquistò a soli ventuno anni una licenza di broker, aumentando rapidamente la propria ricchezza investendo nelle attività dei grandi magnati come August Belmont, Cornelius Vanderbilt e Jay Gould. Entrò così nel business delle ferrovie, che dopo la guerra civile raggiunse negli Stati Uniti il massimo dell'espansione.
Dotato di grande acume e abilità negli affari, ma anche di spregiudicatezza, Harriman fu uno dei "robber baron", i grandi magnati dell'America della Gilded Age. Acquistava compagnie in fallimento e riusciva a trasformarle in attività floride e in continua espansione, grazie anche al legame d'amicizia con Jacob Schiff, il potente amministratore delegato della banca Kuhn Loeb & Co., che lo assistette finanziariamente nei suoi scontri titanici con il suo rivale, il magnate James J. Hill sostenuto da J.P. Morgan.
Alla sua morte nel 1909, Edward Henry Harriman aveva costruito migliaia di chilometri di ferrovia in America, in Giappone e in Cina, e deteneva un sostanziale monopolio del traffico ferroviario negli Stati Uniti, controllando oltre alla Union Pacific Railroad anche la Southern Pacific, dopo averla sottratta ad un tentativo di scalata ostile da parte James Hill, in uno delle più accanite battaglie finanziarie della storia di Wall Street. Il trust venne poi smantellato per iniziativa del Presidente Theodore Roosevelt, dopo che Harriman aveva rifiutato a Roosevelt un finanziamento per la sua campagna elettorale.
Nel 1880 aveva sposato Mary Wiliamson Averell, figlia di William J. Averell di Ogdensburg (New York), banchiere e proprietario della Ogdensburg and Lake Champlain Railroad, che introdusse il genero nel business delle ferrovie. Anche la famiglia Averell discendeva da primi coloni inglesi stabilitisi in Nordamerica e tra gli antenati si contava anche Sarah Averill Wildes, una delle donne impiccate per stregoneria a Salem nel 1692. La coppia ebbe cinque figli, tre femmine (Mary, Cornelia e Carol) e due maschi (William Averell, nato nel 1891 ed Edward Roland, nato nel 1895). Sin dall'infanzia entrambi furono noti semplicemente come Averell e Roland.
Una cugina di Edward, Anne Harriman, figlia dello zio Oliver, sposò nel 1903 in terze nozze William Kissam Vanderbilt, già padre di Consuelo Vanderbilt, moglie di Charles Spencer-Churchill, IX duca di Marlborough, a sua volta primo cugino di Winston Churchill.

### Brown Brothers Harriman
Nel 1919, Prescott Bush fonda la Harriman & co. della quale è CEO e Presidente, e Willian Averell Harriman è il direttore. La compagnia acquisisce la linea Amburgo-America e cambia nome in American Ship & Commerce Corp. Nel Consiglio di Amministrazione siede Samuel F. Pryor, a capo di Remington Arms e fondatore della Union Banking Corporation. Il 7 marzo 1933, Prescott Bush nomina Max Warburg alla guida della società.

## Cariche pubbliche e diplomatiche
Partecipò a fianco del presidente Roosevelt alla conferenza dei Tre Grandi tenutasi a Teheran tra fine novembre ed inizio dicembre 1943 e alla conferenza di Jalta del febbraio 1945. Come ambasciatore a Mosca (1943-1946) svolse un ruolo cruciale per consolidare i rapporti di alleanza con l'Unione Sovietica durante la seconda guerra mondiale. Successivamente fu ambasciatore a Londra, e fu Segretario del Commercio Estero dal 1946 al 1948; gli incarichi sono stati posti in relazione causale con la precedente azione al fianco di Winston Churchill in occasione del viaggio nella capitale sovietica nell'agosto 1942, allo scopo di far pazientare Stalin.
In seguito fu incaricato della elaborazione ed applicazione del piano Marshall.
Dal 1955 al 1959 Harriman è stato governatore dello stato di New York.
Fu poi ambasciatore itinerante del presidente John Fitzgerald Kennedy (1961) e poi al dipartimento di stato per l'estremo Oriente (1961-1965).
Fece parte del gruppo di "uomini della Nuova Frontiera", ribattezzati "personaggi della Casa Bianca", (White House characters) o "teste d'uovo", che affiancarono il presidente Kennedy con l'incarico di controllare la politica estera americana nel periodo della Guerra fredda. In questo ruolo riuscì a raggiungere nel 1962 un accordo di neutralizzazione per il Laos per evitare momentaneamente un intervento diretto delle forze da combattimento americane in Indocina, e partecipò nel 1963, come capo delegazione, ai colloqui con Chruščëv ed i delegati russi per il trattato per la messa al bando degli esperimenti nucleari nell'atmosfera e in superficie, giungendo al successo con la firma di esso da parte delle due delegazioni (successivamente ratificato dal senato Usa).
Fu nuovamente nominato ambasciatore del presidente Lyndon Johnson (1965-1968).
Nel 1968-1969 Harriman ha diretto la delegazione statunitense ai colloqui di Parigi per la pace in Vietnam.